# Юнацький чемпіонат Європи з футболу (U-17) 2003
Чемпіонат Європи з футболу серед юнаків віком до 17 років 2003 року — другий розіграш турніру (після зміни назви), який пройшов в Португалії з 7 по 17 травня 2003 року. Переможцем вп'яте у своїй історії стала збірна господарів змагання, яка у фіналі з мінімальною перевагою у рахунку (2:1) перемогла збірну Іспанії.

## Кваліфікація
Докладніше:
- Юнацький чемпіонат Європи з футболу (U-17) 2003 (перший кваліфікаційний раунд)
- Юнацький чемпіонат Європи з футболу (U-17) 2003 (другий кваліфікаційний раунд)

## Груповий раунд

### Група A
| Збірна     | І | В | Н | П | ГЗ | ГП | РГ | О |
| ---------- | - | - | - | - | -- | -- | -- | - |
| Португалія | 3 | 3 | 0 | 0 | 6  | 2  | 4  | 9 |
| Австрія    | 3 | 2 | 0 | 1 | 3  | 1  | 2  | 6 |
| Данія      | 3 | 1 | 0 | 2 | 4  | 5  | −1 | 3 |
| Угорщина   | 3 | 0 | 0 | 3 | 0  | 5  | −5 | 0 |

| 7 травня 2003 16:00 CET |

| Португалія                                 | 3:2      | Данія          |
| ------------------------------------------ | -------- | -------------- |
| Жуан Педру 34' Паулу Рікарду 40' Курту 55' | Протокол | Торрі 32', 42' |

| Ештадіу ду Фонтелу, Візеу Арбітр: Дамир Скомина |

| 7 травня 2003 18:00 CET |

| Австрія   | 1:0      | Угорщина |
| --------- | -------- | -------- |
| Сауре 78' | Протокол |          |

| Муніципальний стадіон, Нелаш Арбітр: Сергій Березка |

| 9 травня 2003 16:00 CET |

| Португалія | 1:0      | Австрія |
| ---------- | -------- | ------- |
| Курту 14'  | Протокол |         |

| Ештадіу Муніципал Доутор Орланду Мендеш, Санта-Комба-Дан Арбітр: Куддусі Мютюоглу |

| 9 травня 2003 18:00 CET |

| Данія                 | 2:0      | Угорщина |
| --------------------- | -------- | -------- |
| Сторм 33' Якобсен 50' | Протокол |          |

| Муніципальний стадіон, Мангуалде Арбітр: Ново Панич |

| 11 травня 2003 17:30 CET |

| Угорщина | 0:2      | Португалія                   |
| -------- | -------- | ---------------------------- |
|          | Протокол | Бруну Гама 50' Вієйрінья 62' |

| Ештадіу ду Фонтелу, Візеу Арбітр: Стефан Юганнесон |

| 11 травня 2003 17:30 CET |

| Данія | 0:2      | Австрія             |
| ----- | -------- | ------------------- |
|       | Протокол | Меєр 42' Горват 83' |

| Муніципальний стадіон, Нелаш Арбітр: Вячеслав Банарі |

### Група B
| Збірна  | І | В | Н | П | ГЗ | ГП | РГ | О |
| ------- | - | - | - | - | -- | -- | -- | - |
| Іспанія | 3 | 2 | 1 | 0 | 7  | 2  | 5  | 7 |
| Англія  | 3 | 1 | 2 | 0 | 4  | 3  | 1  | 5 |
| Італія  | 3 | 1 | 1 | 1 | 4  | 2  | 2  | 4 |
| Ізраїль | 3 | 0 | 0 | 3 | 1  | 9  | −8 | 0 |

| 7 травня 2003 16:00 CET |

| Ізраїль             | 1:2      | Англія                 |
| ------------------- | -------- | ---------------------- |
| Рафаелов 47' (пен.) | Протокол | Болтвіч 51' Мілнер 54' |

| Муніципальний стадіон, Санта-Марта-де-Пенагіан Арбітр: Ново Панич |

| 7 травня 2003 18:00 CET |

| Іспанія              | 2:0      | Італія |
| -------------------- | -------- | ------ |
| Касес 28' Надаль 35' | Протокол |        |

| Комплексо Дешпортіву Монте да Форса, Віла-Реал Арбітр: Куддусі Мютюоглу |

| 9 травня 2003 15:30 CET |

| Ізраїль | 0:3      | Іспанія                                       |
| ------- | -------- | --------------------------------------------- |
|         | Протокол | Давід Сільва 33' Давід Родрігес 36' Касес 47' |

| Ештадіу Муніципаль де Шавеш, Шавеш Арбітр: Вячеслав Банарі |

| 9 травня 2003 18:00 CET |

| Англія | 0:0      | Італія |
| ------ | -------- | ------ |
|        | Протокол |        |

| Ештадіу Муніципаль де Шавеш, Шавеш Арбітр: Стефан Юганнесон |

| 11 травня 2003 17:30 CET |

| Англія                | 2:2      | Іспанія              |
| --------------------- | -------- | -------------------- |
| Тейлор 47' Мілнер 51' | Протокол | Надаль 9' Хурадо 27' |

| Комплексо Дешпортіву Монте да Форса, Віла-Реал Арбітр: Сергій Березка |

| 11 травня 2003 17:30 CET |

| Італія                         | 4:0      | Ізраїль |
| ------------------------------ | -------- | ------- |
| Поцці 32', 46' Луполі 35', 78' | Протокол |         |

| Муніципальний стадіон, Санта-Марта-де-Пенагіан Арбітр: Дамир Скомина |

## Плей-оф

### Півфінали
| 14 травня 2003 18:00 CET |

| Португалія                          | 2:2      | Англія                                 |
| ----------------------------------- | -------- | -------------------------------------- |
| Вієйрінья 10' Салейру 82'           | Протокол | Болдвіч 8' Мілнер 21'                  |
|                                     | Пенальті |                                        |
| Машаду · Вієйрінья · Салейру · Гама | 3:2      | Дойл · Мур · Мілнер · Іфіл · Лідбіттер |

| Ештадіу ду Фонтелу, Візеу Арбітр: Дамир Скомина |

| 14 травня 2003 16:00 CET |

| Іспанія                                    | 5:2      | Австрія                |
| ------------------------------------------ | -------- | ---------------------- |
| Давід Родрігес 4', 12', 37', 68' Касес 16' | Протокол | Фукс 59' Станкович 62' |

| Муніципальний стадіон, Мангуалде Арбітр: Стефан Юганнесон |

### Матч за 3-тє місце
| 17 травня 2003 15:30 CET |

| Англія | 0:1      | Австрія    |
| ------ | -------- | ---------- |
|        | Протокол | Піркер 53' |

| Ештадіу Муніципал Доутор Орланду Мендеш, Санта-Комба-Дан Арбітр: Сергій Березка |

### Фінал
| 17 травня 2003 18:30 CET |

| Португалія            | 2:1      | Іспанія            |
| --------------------- | -------- | ------------------ |
| Марсіу Соуза 22', 47' | Протокол | Давід Родрігес 42' |

| Ештадіу ду Фонтелу, Візеу Арбітр: Ново Панич |